# MEGA-MIX
MEGA-MIX（メガミックス）は、フジテレビで1990年～1992年の約1年半の間に放送された深夜番組Dance! Dance! Dance!のスペシャルコーナー、及び番組内で結成されたダンスグループのことである。「MEGAMIX」とされる場合もある。

## グループ概要
ダンスグループ「東京BE BOP CREW」よりSAM・CHIHARU・OZ・BEAT・HIROKO・KAORUによって「GQマシーン」が結成され、これが母体となる。
1990年、フジテレビ系のダンス番組『DANCE！DANCE！DANCE！』の1コーナー「MEGA-MIX」において、ダンスチーム「MEGA-MIX」結成。当初は6人のメンバーで構成、クラブイベント「MAIN STREET」などに出演するなど人気を博した。後に番組内においてメンバーの入れ替えを経て最終的には8人の構成となった。
光GENJIの曲「GROWING UP」(1991年11月)「Meet Me」(1992年8月)の振り付けを行っている。
1992年、小室哲哉による音楽ユニット、trf(TK Rave Factory)の結成に伴いユニット内ダンサーグループとして参加。その後、1993年夏に行われたライブ「avex rave '93」を最後に、TRFメンバーが5人になる際に脱退・吸収され、MEGAMIXとしての活動は休止した。
trfを抜けたGOTO、HORIE、YUKIの3人はBE BOPのチーム「Sound Cream Steppers」を結成。アンダーグラウンドダンスシーンを中心に活動し、BE BOPブームを巻き起こす。
SANCHEはジャニーズJr.に振付指導をしており、めちゃ×2イケてるッ!のオファーシリーズで岡村隆史がジャニーズJr.として出演した際に指導員で出演していた。怖い指導で一切笑わずインパクトのある名前なため、現在でも岡村やジュニア黄金期のメンバーで話題にあがる。

## メンバー
- SAM … 現TRF。
- OZ … ダンサー、格闘家として活動。
- CHIHARU … 現TRF。
- HIROKO … 石川浩子。ダンサー、振付師として活動。
- KAORU … 原田薫。ダンサー、振付師として活動。THE CONVOYの振り付けなどもしている。
- JUN … ダンスグループ、GYPSYより参加。日本に初めてカポエラを伝えると同時に「CAPOEIRA JAPON」を発足。2001年「Meltin'Pot」を結成し、現在も意欲的に活動中。他にもSPEED、MAX、DA PUMPらの振付を手掛ける。
- OUJI … ダンスグループ、Jungleより参加。
- EIJI … ダンスグループ、Jungleより参加。
- GOTO … 現sound cream steppers。
- YUKI … ダンスグループ、DE LA DANCEより参加。現sound cream steppers。
- HORIE … 現sound cream steppers。
- SANCHE … 阿部雄三。ニューヨークでジャニー喜多川にスカウトされたのをきっかけに少年隊のバックダンサーになり、ジャニーズ事務所のアイドルたちの振り付け師として現在も活躍。
- ETSU … 現TRF。
- MASAKO … ダンスグループ、DE LA DANCEより参加。後にDJ MASAKOとして活動。
- IZUMI … 振り付け師として活動し、後に映画『バックダンサーズ!』の振り付けを担当。また安室奈美恵のライブ演出を長年に渡って手掛けている。
- BEAT … MEGAMIX結成前段階に参加
- TAHEI … MEGAMIX結成前段階に参加

## メンバー変遷
| I期   | SAM | OZ | CHIHARU | HIROKO | KAORU | JUN |      |      |      |      |       |        |      |        |       |
| II期  | SAM | OZ | CHIHARU | HIROKO | KAORU |     | OUJI | EIJI |      |      |       |        |      |        |       |
| III期 | SAM |    | CHIHARU |        |       |     |      |      | GOTO | YUKI | HORIE | SANCHE | ETSU | MASAKO |       |
| IV期  | SAM |    | CHIHARU |        |       |     |      |      | GOTO | YUKI | HORIE | SANCHE | ETSU |        | IZUMI |